# Mertonviertel

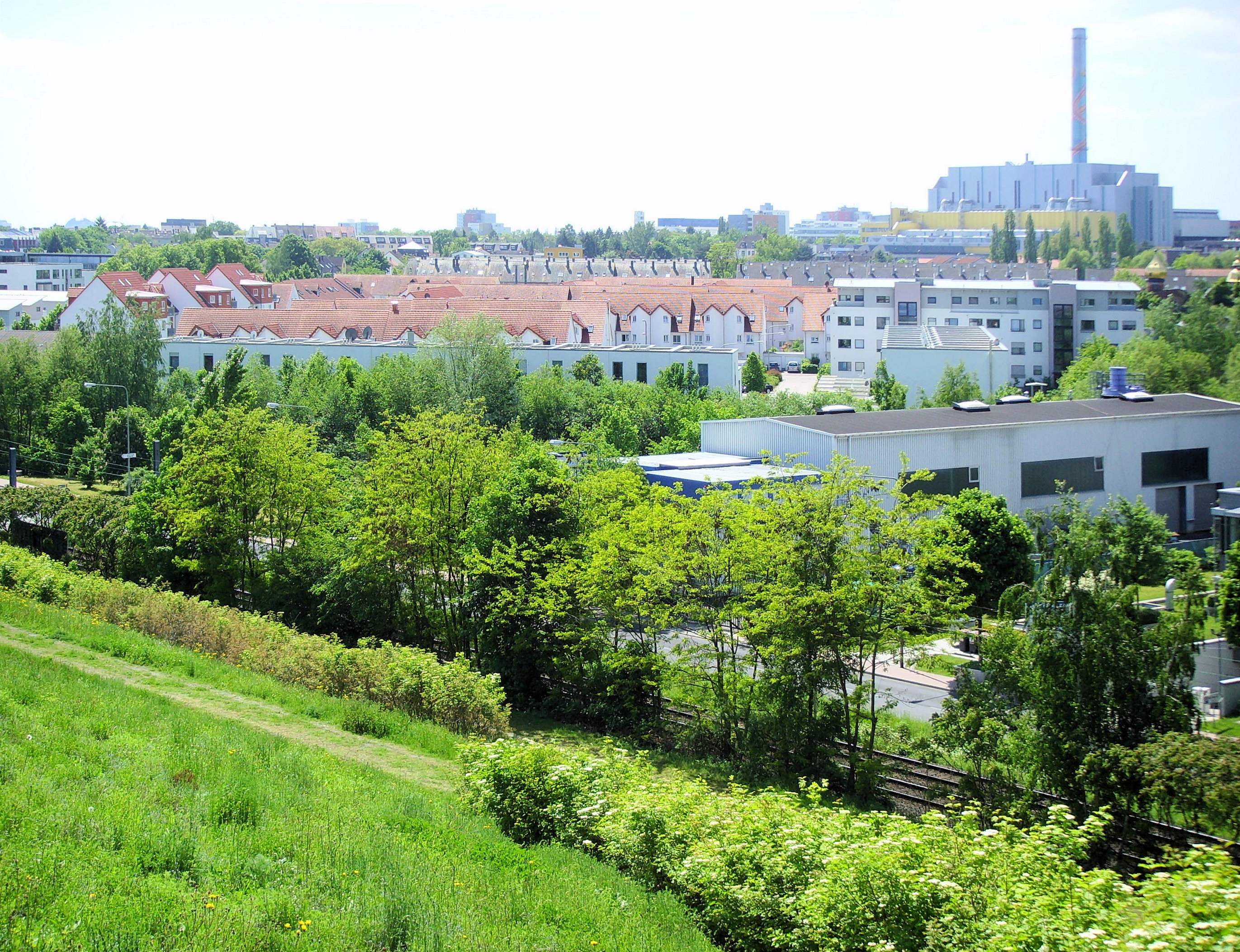
Blick über die Einfamilienhäuser nördlich des Urselbachs; der Flachbau im Vordergrund ist Teil der mittlerweile rückgebauten Grundwasser-Entgiftungsanlage

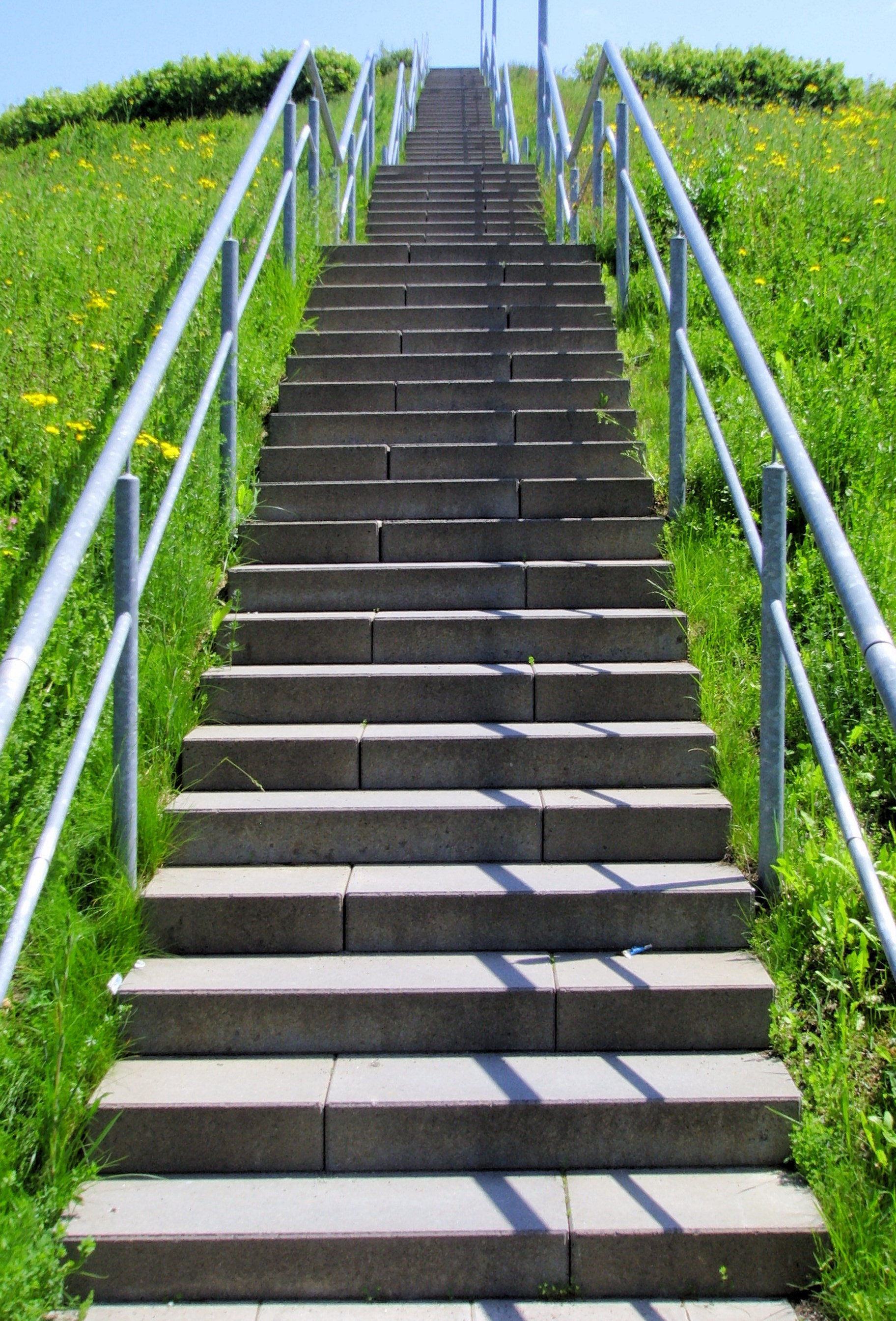
Treppe zum Parkplatz auf der Hochdeponie

Das Mertonviertel ist ein Büro- und Wohnquartier im Norden von Frankfurt am Main, das sich über Flächen der Stadtteile Heddernheim und Niederursel erstreckt. Nördlich in der Hanglage schließt sich seit 2001 das Großbaugebiet Riedberg an.
Das Mertonviertel erhielt seinen Namen in Erinnerung an Wilhelm Merton, den Gründer der Metallgesellschaft und des Instituts für Gemeinwohl, ein Vorläufer der Johann Wolfgang Goethe-Universität Frankfurt am Main. 
Das Mertonviertel entstand ab Mitte der 1980er Jahre auf einem rund 60 Hektar großen Gebiet, das bis 1982 größtenteils von den Industrieanlagen der ehemaligen Vereinigten Deutschen Metallwerke (VDM) eingenommen wurde. Das Erdreich war durch Kohlenwasserstoffe und Schwermetalle belastet und musste in einem aufwändigen Verfahren bis zu zehn Meter tief ausgehoben, ausgetauscht oder gereinigt werden. Die Sanierungsarbeiten mit einer eigens errichteten Entgiftungsanlage zogen sich parallel zu den Bauarbeiten bis in die frühen 2000er Jahre hin. Heute erinnert nur noch der östlich im Naturschutzgebiet Riedwiesen liegende sieben Hektar große und bis zu zehn Meter aufragende Deponiehügel mit integriertem Parkplatz an diese Maßnahme. 

## Bebauung

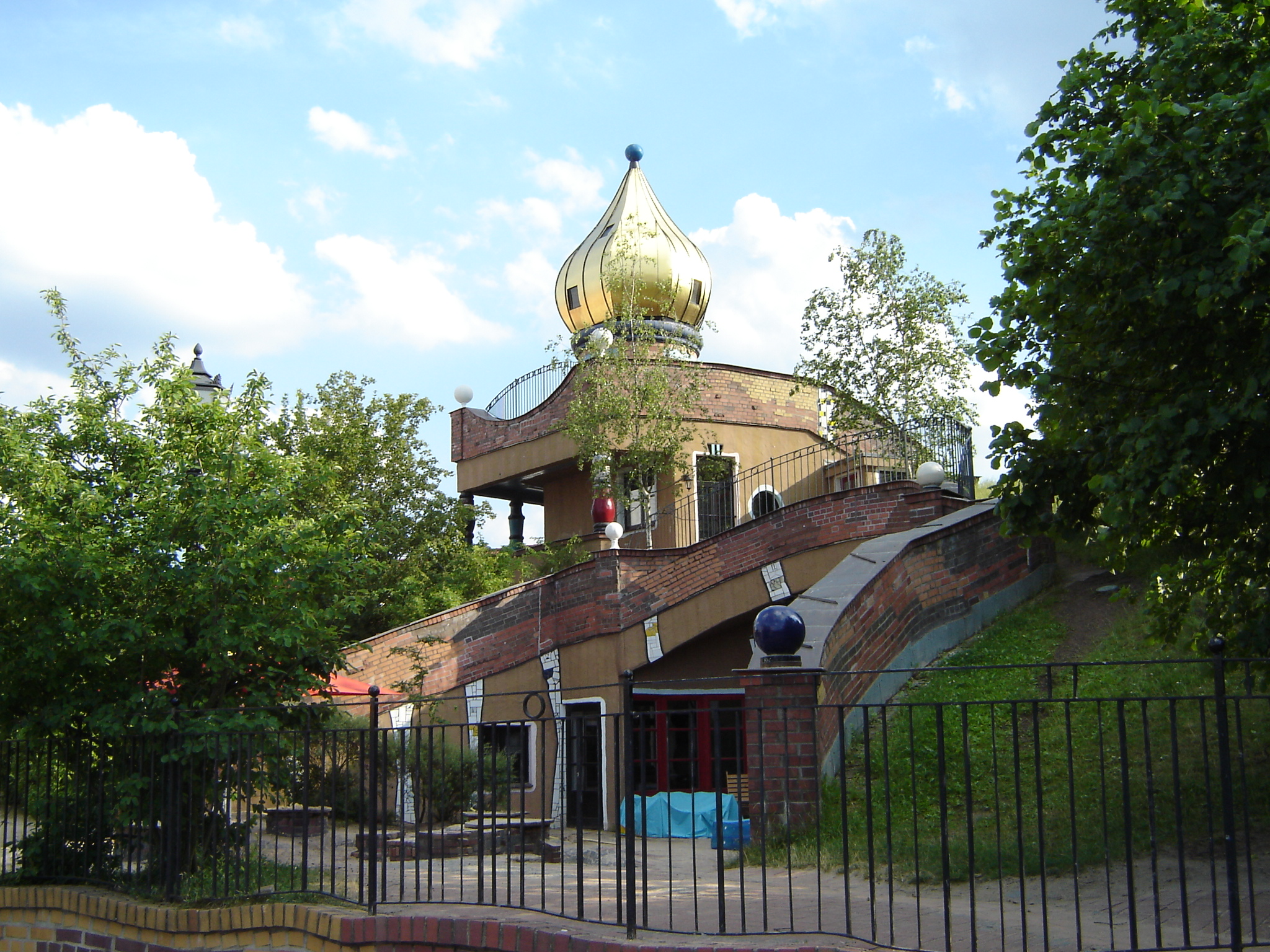
Hundertwasser-Kindertagesstätte

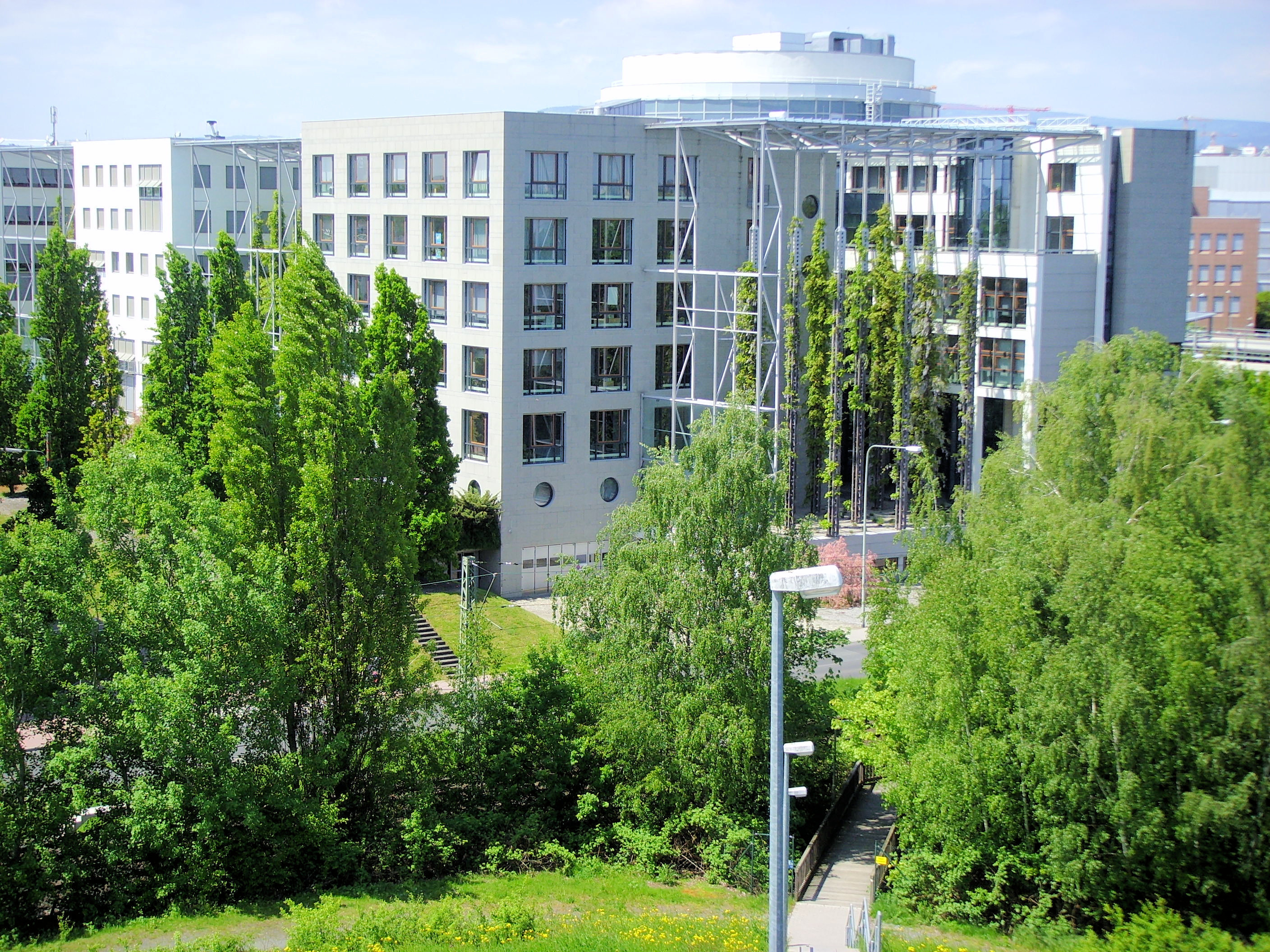
„Haus der Baugewerkschaft“, Sitz des Bundesvorstands

Eines der ersten Gebäude zeigte die weit sichtbare Kuppel der Hundertwasser-Kindertagesstätte, Grundsteinlegung war am 20. Dezember 1988. Aufgrund der Bauverzögerungen durch die Bodensanierung konnte dieses Vorzeigeprojekt aber erst 1995 in Anwesenheit des Ideengebers eröffnet werden.
Das erste große Büroobjekt war 1987 das siebenflügelige Lurgihaus des Anlagenbauers Lurgi, welches vor dem Abriss 2021 u. a. auch Sitz der Deutschen Finanzagentur und der Bundesanstalt für Finanzdienstleistungsaufsicht (BaFin) war. Weitere solitäre Bürobauten wurden u. a. errichtet für einige Versicherungsgesellschaften und Finanzdienstleister, den Bundesvorstand der IG Bauen-Agrar-Umwelt (IG BAU), das Deutsche Reisebüro (DER), das Gemeinschaftswerk der Evangelischen Publizistik (GEP), die Deutsche Telekom sowie die  Wirtschaftsprüfungsgesellschaften KPMG (seit Mitte 2011 in The Squaire) und PricewaterhouseCoopers Deutschland (seit Ende 2011 im Tower 185). Neben einem Hotel ist auch ein Einkaufszentrum und ein weiterer Lebensmitteldiscounter im Quartier vorhanden. Die Arbeitsplatzzahl im Mertonviertel erreicht zeitweise etwa 5000. 
Rund die Hälfte des Areals wird von Wohnbauten eingenommen, zum größten Teil Eigenheime in Reihenbauweise, dazu kommen einige größere Eigentums- und Miethäuser in Geschossbauweise. Das Quartier wird von einem begrünten und naturnah gestalteten kleinen Bachlauf als Abzweigung des Urselbachs durchflossen. Im Endausbau des Mertonviertels Ende 2012 boten rund 1800 neue Wohneinheiten Raum für etwa 4500 Menschen.
Spätestens nach dem Wegzug der Lurgi 2014 erlebte das Mertonviertel einen Niedergang. 2020 erwarb die städtische Wohnungsbaugesellschaft ABG Frankfurt Holding das Lurgihaus. Die mit 87.000 Quadratmetern Bürofläche ehemals größte Gewerbeimmobilie Europas wird seit November 2021 abgerissen. An ihrer Stelle sollen bis zu 1100 Wohnungen in fünf- bis sechsgeschossigen Mehrfamilienhäusern entstehen, dazu mindestens eine Schule, Kitas und Einzelhandel.

## Verkehrsanbindung
Erreichbar ist das etwa acht Kilometer vom Frankfurter Zentrum entfernte Mertonviertel über die U-Bahn-Haltestellen „Sandelmühle“ und „Riedwiese/Mertonviertel“ (jeweils U2), „Zeilweg“ (U1, U3, U8) sowie „Heddernheimer Landstraße“ (U1, U9); als Schnellstraßenanbindung liegt nordöstlich die BAB 661-Anschlussstelle „Heddernheim/Mertonviertel“ in Richtung Innenstadt oder nach Norden zum Bad Homburger Kreuz. Im Nordwesten ist die autobahnartige Rosa-Luxemburg-Straße als schnelle Verbindung in die westlichen Frankfurter Stadtteile direkt angebunden. Das in der benachbarten Nordweststadt nur 1–1,5 Kilometer entfernte Nordwestzentrum ist per Rad erreichbar. Der Flughafen Frankfurt Main ist via Schnellstraße und Autobahn in 15–20 Minuten erreichbar.